# Fontanars dels Alforins

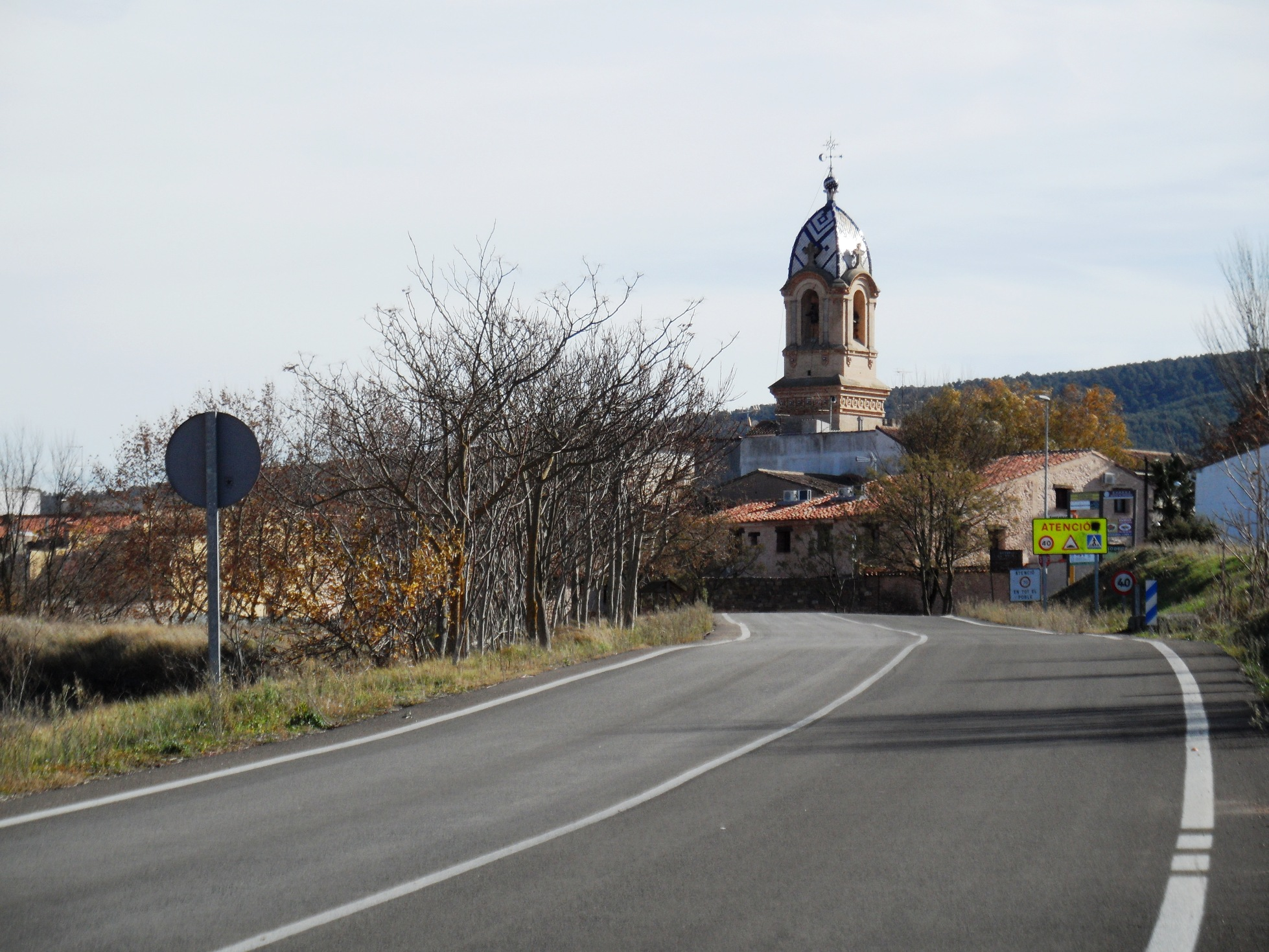
Entrada de Fontanars des de la carretera de Moixent.

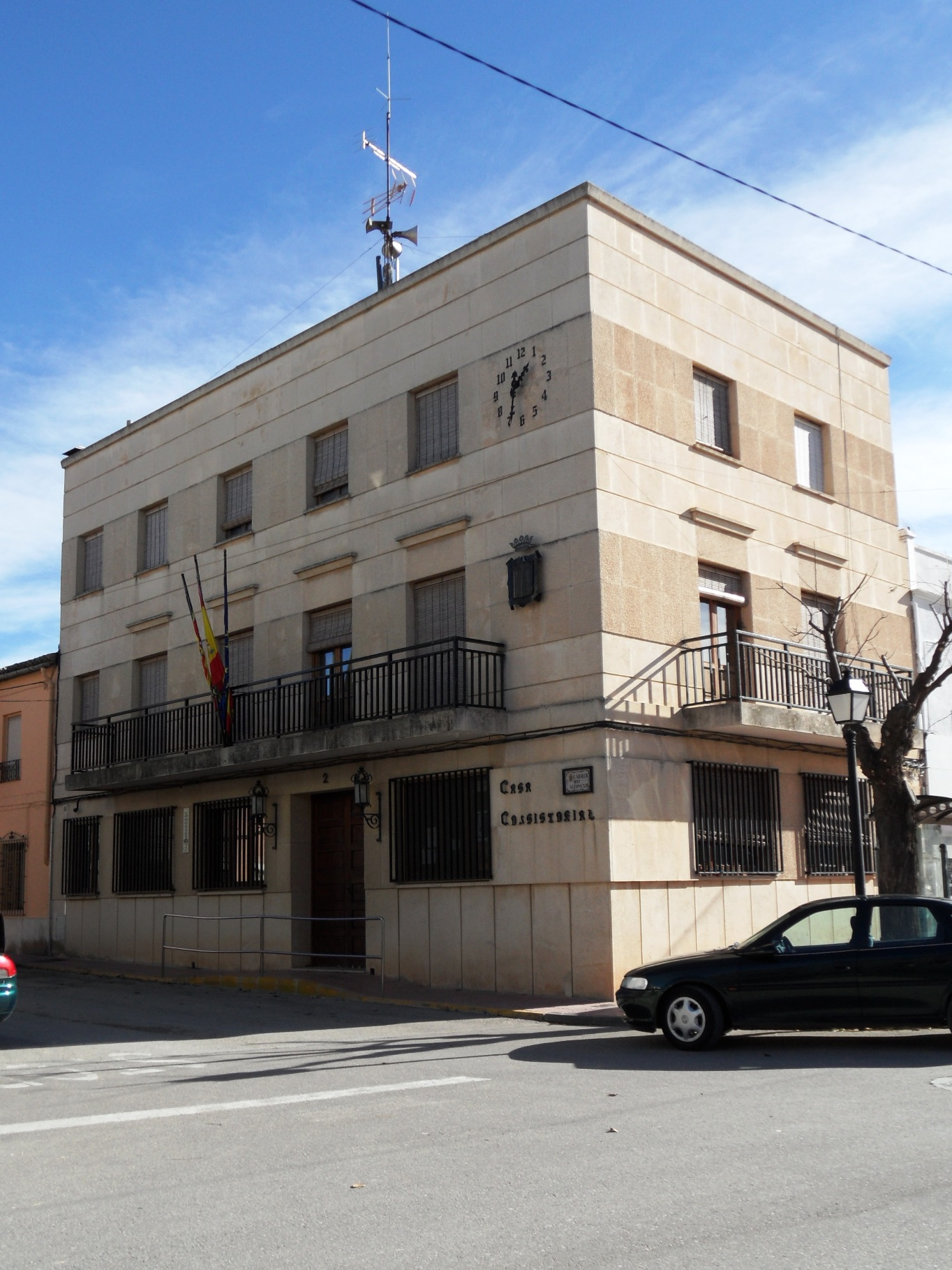
Ajuntament de Fontanars dels Alforins.

Fontanars dels Alforins és un municipi del País Valencià situat a l'extrem més occidental de la comarca de la Vall d'Albaida. Compta amb nombrosos camps de cultiu i boscos de pins. El seu terme limita amb La Font de la Figuera i Villena, a l'oest, Moixent, al nord, Ontinyent, a l'est, i Banyeres de Mariola, Beneixama, i Camp de Mirra al sud.
Des de València, s'accedix a la localitat a través de la A-7 per a enllaçar en la Font de la Figuera amb la CV-650 i finalitzar en la CV-657.

## Geografia
El terme dels Alforins té una extensió de 73,8 km².
El poble de Fontanars està situat al bell mig de l'altiplà dels Alforins, amb una altura mitjana de 660 msnm, 300 m superior a la mitjana de la resta de la Vall. L'altiplà es troba tancat pel sud per la Serra de l'Ombria, pel nord per la Serra Grossa, i per l'est parcialment pels Cabeços; en canvi, es troba totalment obert per l'oest. Gran part d'aquest territori es troba baix la protecció del ZEPA Els Alforins.
Les altures principals del terme són la Replana del Moro (994 m), la Lloma Plana (988 m), l'Alt del Moro (971 m), el Ponsalet (961 m) i l'Alt de la Creu (729 m).

## Toponímia
El terme Fontanars prové de Fontanals, una de les quatre partides en què es dividien els Alforins d'Ontinyent, aquella on se situa el nucli urbà de Fontanars. Fontanals, al seu torn, prové segurament de font, en referència a l'abundància de naixements d'aigua al territori.
Per la seua banda, el terme Alforins prové de l'àrab al-hurï (graner o dipòsit de gra), nom que dona fe de la intensitat de l'explotació agrària en esta zona, tradicionalment dedicada al conreu del cereal.
La primera menció al terme Alforins és del 1256, en el document pel qual Jaume I feia entrega d'estes terres als habitants de la vila d'Ontinyent. En la documentació apareix tant en plural (Els Alforins), com en singular (L'Alforí). El terme Fontanars és molt posterior i no començà a generalitzar-se fins als segles xvii i XVIII.
Quan a l'agost de 1927 es creà el nou municipi, li posaren el nom castellanitzat de Fontanares. Finalment, l'any 1992 es canvià el seu nom per l'actual de Fontanars dels Alforins, que fa coincidir el nom popular amb el nom històric.

## Història

### Els Alforins abans de la conquesta
Als Alforins hi ha constància del pas de l'home des del Calcolític, i trobem nombrosos jaciments de l'edat del bronze, d'època ibèrica i d'època romana. Durant l'ocupació musulmana, hi va existir una Alqueria dels Àlbers, que no s'ha conservat. D'aquella època també prové el topònim de l'Alforí (al-höri, graner o dipòsit de gra).

### L'edat mitjana i moderna
Els Alforins van ser incorporats al Regne de València l'any 1245 per les tropes de Jaume I, qui, en un primer moment, se'ls va reservar com a patrimoni propi. No obstant això, vista la conflictivitat del territori (situat a la frontera entre el Regne de València i el Regne de Castella), el rei decidí adjudicar la seua jurisdicció a la vila d'Ontinyent el gener de 1256.
Eixe fet va suscitar les discrepàncies dels castellans, que desitjaven el control del territori. Així s'iniciava un conflicte que va afectar principalment a les viles valencianes d'Ontinyent i de Cabdet i la vila castellana de Villena. Al llarg de tota l'edat mitjana es produïren diversos enfrontaments bèl·lics entre valencians i castellans, entre els quals destaquen els conflictes de 1333, en el marc de la Guerra dels Dos Peres; de 1425 ("los debats de Villena"), de 1429-1430, en el marc de la Guerra de Castella, o en 1495, quan tropes villeneres destruïren 25 masies a l'Alforí. Carles I va intentar posar fi al conflicte mantenint les anteriors fronteres: la major part dels Alforins quedarien en mans dels ontinyentins, mentre la part de ponent (els Alforins o los Alhorines de la Safra) passaven a formar part del terme de Villena. Açò deixava Cabdet separat de la resta del Regne de València, fet que inicià un nou conflicte que dura encara actualment ("el fet de Cabdet").
Hi ha constància que en 1520 es va autoritzar des del Consell d'Ontinyent la construcció d'una ermita dedicada a Sant Antoni i Sant Miquel, encara que l'esclat de les Germanies paralitzaria clarament el projecte. En 1593 es va donar l'autorització definitiva per a la construcció de l'ermita, que aniria a càrrec dels pobladors de l'Alforí, cosa que indica que eixa població començaria a adquirir importància.

### Edat Contemporània
Durant el segle xix la població alforinera va augmentar considerablement (va passar de 392 habitants el 1819 als 1.100 de 1867) degut a la immigració de pobles del voltant. La llarga distància que separava el naixent llogaret de Fontanars de la seua capital municipal, Ontinyent, obligava els camperols a perdre una jornada completa per a desplaçar-se quan havien de fer qualsevol gestió. A partir de 1849, quan es permeté celebrar matrimonis i soterraments al mateix lloc, les demandes, i algunes concessions, de serveis anaren succeint-se. Finalment, el 1924 tots els habitants de Fontanars es reuniren per a sol·licitar a Ontinyent la segregació del seu terme, però la sol·licitud va ser denegada. El 1926 es tornà a presentar una altra sol·licitud, esta vegada al govern espanyol. El 5 d'agost de 1927 arriba per fi la independència del nou municipi, amb el nom de "Fontanares". La segregació va ser possible gràcies a l'acció conjunta de camperols i propietaris i de la influència decisiva del Comte de Salvatierra. El 1992 es decidí canviar el nom del poble pel definitiu de Fontanars dels Alforins.
El poble ha seguit l'evolució típica del camp valencià, i al llarg de la segona meitat del segle xx i patí un procés de concentració, en detriment de la tradicional població dispersa, i, especialment, d'emigració, perdent una part important de la població. No obstant això, des de les dues últimes dècades la població ha experimentat una lleugera recuperació fins a estabilitzar-se al voltant dels mil habitants.

## Economia
L'economia ha sigut tradicionalment agrícola, però des de mitjan segle xx hi ha hagut forta despoblació, i consegüent abandonament de la terra, causada per l'emigració cap a nuclis industrials propers, com ara Ontinyent.
La producció de vi ha sigut des d'antic important a Fontanars. No obstant això, del centenar, més o menys, de cellers que es podien localitzar a mitjan segle xx, actualment sols 6 continuen en funcionament. La iniciativa dels cellerers del municipi, que s'han replantejat els sistemes de producció i explotació del camp, està donant resultats en forma de bons vins que comencen a adquirir una justa anomenada.
A part del cultiu del raïm (1388 ha), destinat majoritàriament a la producció de vi, als Alforins també es cultiven els cereals (1785 ha), els arbres fruiters (288 ha) i les oliveres (260 ha).
Actualment, la construcció ha adquirit una gran importància en l'economia del municipi (33% de la població activa en dades de 2001), mentre que l'agricultura (23%), la indústria (20%) i el sector serveis (24%) ocupa la resta de la població.

## Demografia
| 1990 | 1992 | 1994 | 1996 | 1998 | 2000 | 2002 | 2004 | 2005 | 2006 | 2007 | 2008 | 2009 | 2010 |
| ---- | ---- | ---- | ---- | ---- | ---- | ---- | ---- | ---- | ---- | ---- | ---- | ---- | ---- |
| 988  | 952  | 965  | 970  | 972  | 970  | 966  | 996  | 988  | 990  | 1014 | 1024 | 1024 | 1038 |

## Política i govern

### Composició de la Corporació Municipal
El Ple de l'Ajuntament està format per 7 regidors. En les eleccions municipals de 26 de maig de 2019 foren elegits 4 regidors de Compromís per Fontanars dels Alforins (Compromís) i 3 del Partit Popular (PP).
| Eleccions municipals de 26 de maig de 2019 - Fontanars dels Alforins                                                             |                                       |                                     |                                     |      |          |          |
| Candidatura | Candidatura                           | Candidatura                         | Cap de llista                       | Vots | Vots     | Regidors |
| | Compromís per Fontanars dels Alforins |                                     | Julio Biosca Llin                   | 385  | 59,88%   | 4 ()     |
| | Partit Popular                        |                                     | Vicente Ribera Lladosa              | 254  | 39,50%   | 3 ()     |
| | Vots en blanc                         |                                     |                                     | 4    | 0,62%    |          |
| Total vots vàlids i regidors | Total vots vàlids i regidors          | Total vots vàlids i regidors        | Total vots vàlids i regidors        | 643  | 100 %    | 7        |
| | Vots nuls                             | Vots nuls                           | Vots nuls                           | 17   | 2,58%    |          |
| Participació (vots vàlids més nuls)                                                                                              | Participació (vots vàlids més nuls)   | Participació (vots vàlids més nuls) | Participació (vots vàlids més nuls) | 660  | 83,33%** |          |
| Abstenció | Abstenció                             | Abstenció                           | Abstenció                           | 132* | 16,67%** |          |
| Total cens electoral | Total cens electoral                  | Total cens electoral                | Total cens electoral                | 792* | 100 %**  |          |
| Alcalde: Julio Biosca Llin (Compromís) (15/06/2019) Per majoria absoluta dels vots dels regidors (4 vots de Compromís)           |                                       |                                     |                                     |      |          |          |
| Fonts: JEC, JEZ Ontinyent, M. Interior, Periòdic Ara. (* No són vots sinó electors. ** Percentatge respecte del cens electoral.) |                                       |                                     |                                     |      |          |          |

### Alcaldia
Des de 2015 l'alcalde de Fontanars dels Alforins és Julio Biosca Llin de Compromís per Fontanars dels Alforins (Compromís).
| Període                       | Alcalde o alcaldessa    | Partit polític | Data de possessió | Observacions |
| ----------------------------- | ----------------------- | -------------- | ----------------- | ------------ |
| 1979–1983                     | José Rivera Ferri       | AEPA           | 19/04/1979        | --           |
| 1983–1987                     | Roberto Reyes Francés   | PSPV-PSOE      | 28/05/1983        | --           |
| 1987–1991                     | Santiago Esteve Bordera | AP             | 30/06/1987        | --           |
| 1991–1995                     | José Ferrero Francés    | PSPV-PSOE      | 15/06/1991        | --           |
| 1995–1999                     | José Ferrero Francés    | PSPV-PSOE      | 17/06/1995        | --           |
| 1999–2003                     | José Ferrero Francés    | PSPV-PSOE      | 03/07/1999        | --           |
| 2003–2007                     | Vicente Ribera Lladosa  | PP             | 14/06/2003        | --           |
| 2007–2011                     | Vicente Ribera Lladosa  | PP             | 16/06/2007        | --           |
| 2011–2015                     | Vicente Ribera Lladosa  | PP             | 11/06/2011        | --           |
| 2015–2019                     | Julio Biosca Llin       | Compromís      | 13/06/2015        | --           |
| 2019-2023                     | Julio Biosca Llin       | Compromís      | 15/06/2019        | --           |
| Des de 2023                   | Julio Biosca Llin       | Compromís      | 17/06/2023        | --           |
| Fonts: Generalitat Valenciana |                         |                |                   |              |

## Edificis d'interés
Del patrimoni arquitectònic, destaquen:
- Església de Nostra Senyora del Rosari. Construïda a principis del segle xix amb un estil neoclàssic sobre l'ermita de Sant Antoni i Sant Miquel del segle xvi. El campanar ha sigut construït en dos fases: en 1860-1862 i en 1915.
- La Cava. Sistema de captació d'aigües, tipus aljub.
- Casa Forestal l'Alt del Moro. Construcció rural de primeries del segle xx.
- Almàssera dels Cups. En funcionament fins a 1958, conserva els elements propis.
- Mas de Sant Elies. Amb gran bodega, en funcionament fins a 1975.

## Festes locals
- 16 i 17 de gener: Festes de Sant Antoni
- Primer cap de setmana de març: Mig Any Fester
- Finals de juny: Festa de les Xiques o de la Immaculada
- Cap de setmana comprés entre el 30 d'agost i el 5 de setembre: "Festes de Moros i Cristians": Alards (divendres), Entrada (dissabte), Dia de les Comparses (diumenge), Dia de la Mare de Déu (dilluns) i Dia de l'Eixabegó (dimarts)